# Speleodiscoides spirellum
Speleodiscoides spirellum är en snäckart som beskrevs av A. G. Smith 1957. Speleodiscoides spirellum ingår i släktet Speleodiscoides och familjen Discidae. Inga underarter finns listade i Catalogue of Life.